# Shangri-La (album de Wang Lee-hom)
Pour les articles homonymes, voir Shangri-La (homonymie).
Albums de Wang Lee-hom
Hear My Voice
(2004) Heroes of Earth
(2005)
Shangri-La (chinois simplifié: 心中的日月; pinyin: xīnzhōng de rìyuè) est le treizième album studio du chanteur taïwano-américain Wang Lee-hom, paru en 2004. Il est sorti officiellement le 31 décembre 2004 par Sony Music Entertainment Taïwan en Taïwan.
Dans cet album, il incorpore souvent la musique des minorités ethniques chinoises et a donc commencé le premier chapitre de « chinked-out », un terme qu'il a inventé pour représenter les liens entre la musique chinoise et occidentale. Il expérimente les sons tribaux de Taïwan, du Tibet et de la Mongolie dans des mélodies modernes du hip-hop.
Le titre de cet album fait penser dans un autre sens au paradis mythique Shangri-La. Traduit en chinois, Shangri-La signifie 心中 的 日月, qui se traduit littéralement comme le cœur du soleil et de la lune.  Lorsque Wang Lee-hom est venu dans le district de Shangri-La, il a été immédiatement absorbé par la musique étonnante et unique qu'il avait entendu et donc nommé son album, Shangri-La.

## Liste des chansons
1. "開場" (Intro)
2. "放開你的心" Fang Kai Ni De Xin (Release Your Heart)
3. "心中的日月" Xin Zhong De Ri Yue (The Heart's Sun and Moon/Shangri-La)
4. "竹林深處" Zhu Lin Shen Chu (In the Depths of the Bamboo Forest)
5. "Forever Love"
6. "在那遙遠的地方" Zai Na Yao Yuan De Di Fang (At That Faraway Place)
7. "一首簡單的歌" Yi Shou Jian Dan De Ge (A Simple Song)
8. "星座" Xing Zuo (Astrology)
9. "過來" Guo Lai (Come Here)
10. "愛錯" Ai Cuo (Loved Wrongly)
11. "Follow Me"

## Classement
| Date de sortie   | Classement / Pays | Meilleur position |
| ---------------- | ----------------- | ----------------- |
| 31 décembre 2004 | G-music Top 20    | 1                 |

### Classement des singles
| Chanson                  | Position dans les charts | Semaines en tête |
| Chanson                  | Drapeau de Taïwan        | Semaines en tête |
| Chanson                  | Hito Chinese Charts      | Semaines en tête |
| ------------------------ | ------------------------ | ---------------- |
| The Heart's Sun and Moon | 1                        | 2 semaines       |
| Forever Love             | 1                        | 1 semaine        |
| Release Your Heart       | 1                        | 1 semaine        |
| A Simple Song            | 3                        | 2 semaines       |
| Astronomy                | 1                        | 1 semaine        |
| Within the Bamboo Grove  | 2                        | 2 semaines       |
| Wrong Love               | 1                        | 4 semaines       |